# Gnophos alagnensis
Gnophos alagnensis là một loài bướm đêm trong họ Geometridae.